# 皆川亮二
皆川 亮二（みながわ りょうじ、1964年7月5日 - ）（本名同じ）は、日本の漫画家。千葉県松戸市出身。

## 概要
高校時代に、同級生だった神崎将臣に誘われ漫画を描き始める（後に神崎のアシスタントも経験）。
1988年、「HEAVEN」（小学館『週刊少年サンデー』に掲載）が第22回小学館新人コミック大賞少年部門に入選しデビュー。
代表作は、アニメ化もされた『スプリガン』、第44回小学館漫画賞を受賞した『ARMS』など。
デビューから一貫して『週刊少年サンデー』など小学館の雑誌で執筆活動を続けてきたが、『D-LIVE!!』連載終了後は小学館以外にも、集英社や講談社、スクウェア・エニックスなど、他の出版社でも執筆するようになり、ゲームのキャラクターデザインなども手がけたりしている。
影響を受けた漫画家は、高橋留美子・望月三起也・大友克洋。とくに高橋留美子の影響が大きく、高校時代、高橋の漫画が好きで、高橋の絵の模写ばかりしていた。その絵を同級生だった神崎将臣に褒めてもらい、その縁で漫画を描き始めたことから、高橋留美子のことを「漫画家になる道筋を間接的に作ってくれた恩人」「僕の世界を変えてくれた人」と語っている。ちなみに、漫画を描き始めた頃は、高橋留美子の劣化コピーのような作品ばかり描いていたという。
漫画家の藤田和日郎とはデビューが同期であり、新人コミック大賞の授賞式でも隣同士で座っていたこと、またお互いに高橋留美子が好きだったことから仲が良い。

## 作品リスト

### 長編
- 『スプリガン』（原作：たかしげ宙、『週刊少年サンデー』 1989年10号 - 51号→『週刊少年サンデー増刊』 1992年8月号 - 1996年2月号、全11巻、保存版・文庫版全8巻）
- 『KYŌ』（原作：たかしげ宙、『小学五年生』 1995年3月号[4]、『小学六年生』 1995年4月号 - 1996年3月号、全1巻）
- 『ARMS』（原案協力：七月鏡一、『週刊少年サンデー』 1997年16号 - 2002年20号、全22巻、ワイド版全12巻）
- 『D-LIVE!!』（脚本／原案／協力：横溝邦彦・氷室勲・横田直幸・七月鏡一・高野真吾・たかしげ宙・森竹ひろこ・木村恵之・東上克、『週刊少年サンデー』 2002年44号 - 2006年18号、全15巻、ワイド版全8巻）
- 『PEACE MAKER』（『ウルトラジャンプ』 2007年7月号 - 2016年6月号、全17巻）
- 『ADAMAS』（脚本：岡エリ、『イブニング』 2007年8号 - 2014年18号、不定期連載、全11巻）
- 『海王ダンテ』（原作：泉福朗、『ゲッサン』 2016年1月号[5] - 2021年9月号[6]、全13巻）
- 『ヘルハウンド』（『月刊アフタヌーン』2022年8月号[7] - 、既刊6巻）

### 短編
- 「HEAVEN」『週刊少年サンデー』1988年28号 pp.331-368 - デビュー読切、第22回小学館新人コミック大賞少年部門入選作。交通事故で亡くなり天国で目覚めたバンドマンの青年が、神様と一人の少女に出会う。
- 「転送者 THE INTRUDER」『サンデー超』1996年1月号-2月号[信頼性要検証] - 気弱ないじめられっ子の少年に「転送者」を名乗る男の精神が乗り移る。計68ページ。『週刊少年サンデーR』1997・9・11号（少年サンデー特別増刊, 通号2234）にもカラーページをモノクロ化して全編再録（pp. 247-314）。
- 「S.O.L -strong old lady-」『ビッグコミックスピリッツ』2007年No.1（pp. 17-40） - No.2（pp. 161-186） - 何者かに追われる青年を謎のおばちゃんが救出する。
- 「the Killing Pawn」『週刊少年マガジン』2014年36・37合併号 pp.213-232 - 原作＝諫山創。異色の将棋バトル漫画。
- 「PERFECT SOLDIER」『月刊アフタヌーン』2015年5月号 - 岩明均『寄生獣』トリビュート企画の1本で、「寄生生物」の軍事利用を描いた話。アンソロジー単行本『ネオ寄生獣』（ISBN 978-4-06-388156-1）に収録。
- 「奪還 -Zurückeroberung-」『月刊ビッグガンガン』 2016 Vol.02（2/23号） - 1945年（WWII直後）のドイツで重戦車ティーガーIを題材にしたサイレント漫画。
- 「ONE CUT OF THE DEAD」- 『映画『カメラを止めるな!』アツアツファンブック』2018年12月5日刊（KADOKAWA）- 上田慎一郎監督の映画『カメラを止めるな!』の作中作として登場するゾンビ映画「ONE CUT OF THE DEAD」のコミカライズ作品[8]。

### ゲーム
- 『ライブ・ア・ライブ』（スクウェア, 1994） - 現代編のキャラクターデザイン。
- 『幻影闘技 SHADOW STRUGGLE』（バンプレスト, 1996） - キャラクターデザイン。
- 『クリティカルブロウ』（バンプレスト, 1997） - キャラクターデザイン。『幻影闘技 SHADOW STRUGGLE』の続編。
- 『SPRIGGAN -LUNAR VERSE-』（フロム・ソフトウェア, 1999） - 『スプリガン』のゲーム化。原作本編の終了後、スプリガンの新人候補生となった少年・大槻達樹が主人公。
- 『PROJECT ARMS』（バンダイ, 2002） - 『ARMS』のゲーム化。
- 『ツキヨニサラバ』（タイトー, 2004） - キャラクターデザイン。
- 『鉄拳5』（ナムコ, 2005） - 李超狼（リー・チャオラン）、マーシャル・ロウのエクストラコスチュームデザイン。
- 『鉄拳6』（バンダイナムコゲームス, 2009） - ロジャー.Jrのエクストラコスチュームデザイン。
- 『鉄拳タッグトーナメント2』（バンダイナムコゲームス,2012） - ミゲル・カバジェロ・ロホのエクストラコスチュームデザイン。
- 『戦国大戦』（セガ・インタラクティブ） - SS滝川一益のカードイラスト。
- 『戦国炎舞 -KIZNA-』（株式会社サムザップ） - [月鬼忍王]服部半蔵、[修羅忍鬼神]服部半蔵のイラスト。
- 『スターオーシャン:アナムネシス』（スクウェア・エニックス, 2018） - ラジオ『スターラジオーシャン』とのコラボキャラクター、ユーイチ・オークヴィル及びスティーブ・K・マフィアのラッシュ時イラスト。

### その他
- キディ・グレイド - 第14話のアイキャッチイラストを担当。
- サンデー×マガジン クロスライン - キャラクターデザインで参加。

## アシスタント経験者
- 夏目義徳
- 森尾正博
- 並木洋美[9]